# Radio Ronka Nr. 2
Radio Ronka Nr. 2 er en kassette af den svenske musikeren og komponisten Errol Norstedt fra 1990. Mellem sangene er der en mellemtale med figuren E. Hitler, samt fiktive nyhedsindslag med Olle Olé Olé Olé Olé og mere.
Kassetten indeholder flere seriøse sange på engelsk og nogle sange på svensk med et humoristisk fokus.
Kassetten indeholder en ny optagelse af sangen "Heil Hitler" fra den første udgave af West A Fool Away fra 1984.
Sangen "Nu Har Min Mage Blivit Stor" har en alternativ version på kassetten Rockligan, hvor den handler om kærlighed i stedet for seksuel frustration.
"Onaniblues" har den alternative titel "Kukahårsblues" på opsamlingskassetten Compendia Ultima IV - Bara Kuk Å Fitta fra 1998.
"Rymdens Sång" har den alternative titel "Rymdens Barnsång" på opsamlingskassetten Compendia Ultima I - Kör Igång fra 1998.

## Spor
Side A
1. "Honung" - 04:51
2. "Sue Sue Sussie" - 03:26
3. "Välj Mellan Kniven Och Kuken" (sketch) - 01:22
4. "Terry's Boogie" - 02:53
5. "Du E' Ding" - 03:02
6. "Jag Är Bara Bäst" - 03:26
7. "You're Gonna Lose That Girl" - 03:09
8. "Perversa Sagostunden Om Jörgen Persson" (sketch) - 04:35
9. "Ronka Kuk" - 02:14 (Fra E. Hitler & Luftwaffe Nr. 2 fra 1977)[5][6]
10. "Killa Min Fot" - 01:41 (Fra E. Hitler & Luftwaffe Nr. 2 fra 1977)
11. "Mastig Kuk" - 02:05 (Fra E. Hitler & Luftwaffe Nr. 2 fra 1977)

Side B
1. "If I'm A Fool" - 04:07
2. "Saturday Night" - 03:25
3. "Onaniblues" - 03:12
4. "Hey Miss Brown" - 03:24
5. "A Piece Of Your Heart" - 02:44
6. "Have A Party With Me" - 03:12
7. "Skånsk Historia" (sketch) - 02:45
8. "Nu Har Min Mage Blivit Stor" - 03:01
9. "Heil Hitler" - 03:43
10. "Wallde Bengtssons Orkester" - 01:53
11. "Rymdens Sång" - 00:56

### Sangtitler på dansk
- Välj Mellan Kniven Och Kuken - Vælg Mellem Kniven Og Pikken.
- Jag Är Bara Bäst - Jeg Er Kun Den Bedste.
- Ronka Kuk - Spille Pik.
- Killa Min Fot - Kildre Min Fod.
- Mastig Kuk - Fed Pik.
- Nu Har Min Mage Blivit Stor - Nu Er Min Mave Blevet Stor.
- Rymdens Sång - Rummets Sang.